# Małgorzata Pietrasiak
Małgorzata Ewa Pietrasiak (ur. 16 października 1955 w Łodzi) – polska naukowiec, magister stosunków międzynarodowych ze specjalnością Indochiny; profesor doktor habilitowany, wykładowca akademicki Uniwersytetu Łódzkiego.
Ukończyła Moskiewski Instytut Stosunków Międzynarodowych. Jest współzałożycielką powstałego we wrześniu 2008 roku Polskiego Stowarzyszenia Studiów Międzynarodowych, gdzie jest też członkinią Głównego Sądu Koleżeńskiego. 
Profesor nadzwyczajny Uniwersytetu Łódzkiego w jednostce Wydział Studiów Międzynarodowych i Politologicznych. 

## Publikacje książkowe
- Materiały pomocnicze do studiowania teorii stosunków politycznych, Łódź 2001
- Problem wietnamski na forum ONZ (1945–1977), Łódź 2002
- Prawi i utalentowani ludzie są fundamentem państwa”. Polityka kulturalno-oświatowa Wietnamu 1945–1976, Łódź 2004
- Współczesna Japonia — mocarstwo na rozdrożu, Łódź 2004
- Współczesne Chiny. Kultura Polityka Gospodarka, Łódź 2005
- Fenomen Chin. Wybrane problemy polityki wewnętrznej i zagranicznej Chińskiej Republiki Ludowej, Łódź 2007
- Chiny i Japonia. Dylematy mocarstw w Azji Wschodniej, Łódź 2009
- Środowiskowe wyznaczniki polityki zagranicznej Wietnamu w obliczu procesów integracji z gospodarką światową, Toruń 2010
- Współczesne stosunki międzynarodowe w Azji Wschodniej, Toruń 2010
- Chiny w stosunkach międzynarodowych, Łódź 2012
- Regionalny aspekt historii stosunków rosyjsko-chińskich, Łódź 2012
- Narzędzia polityki zagranicznej Chińskiej Republiki Ludowej, Łódź 2014